# T195/196次列车
T195/196次列车是中国铁路曾在1950年至2008年运行于首都北京至青岛之间的特快旅客列车，由济南铁路局青岛客运段负责客运任务，是山东省首趟进京列车，也是全路首批红旗列车之一。列车在停运前使用中国铁路25K型客车，沿京沪铁路、胶济铁路运行，全程847公里，途经北京、河北、山东两省一市。其中北京站至青岛站使用车次为T195次；青岛站至北京站上行使用车次为T196次。2008年8月1日起，T195/196次列车正式停运。

## 历史
T195/196次列车最早于1950年4月22日起开行，曾先后使用239/240次，539/540次及2539/2540次等车次，直至2004年4月18日中国铁路实施第五次大面积提速后，原2539/2540次列车正式升级为特快列车，车次改用T195/196次。
2005年11月19日至同年12月31日，T195次列车于黄村站至德州站区间单向由京沪线改经京九线与石德线,取消天津西与沧州两个停车站，增加衡水一个停车站，车次改用T195/198次。T196次列车保持原径路及时刻不变。
2008年8月1日，随着中国铁道部对京津城际、京沪、津山、胶济等铁路线的列车运行图作出调整，即日起北京开T195次、青岛开T196次停运，同时北京開T25次按原T195次運行時刻運行，青島開T26次按原T196次運行時刻運行。

## 灾难事故
2008年4月28日凌晨4时38分，由北京开往青岛的T195次列车运行至济南铁路局管内胶济铁路下行线王村至周村东间290公里800米处（處位編號K289+610），因超速，机后9至17位车辆脱轨，并侵入上行线。4时41分，由烟台开往徐州的5034次旅客列车运行至上述路段，与侵入限界的T195次列车第15、17位间发生冲突，造成5034次列车机车及机后1至5位车辆脱轨。事故共造成72人死亡，416人受伤（其中重伤70人，受伤旅客中有4名法国籍旅客），中断胶济铁路上下行中斷行车21小时22分，构成铁路交通特别重大事故。

## 时刻表
- 衡水-德州区间使用T198这一车次

| T195/198次 | T195/198次 | T195/198次 | T195/198次 | 停靠站 | T196次 | T196次 | T196次 | T196次 |
| 里程       | 天数       | 到点       | 开点       | 停靠站 | 到点   | 开点   | 天数   | 里程   |
| ---------- | ---------- | ---------- | ---------- | ------ | ------ | ------ | ------ | ------ |
| 0          | 当日       | —          | 20:13      | 北京   | 05:50  | —      | 次日   | 885    |
| —          | —          | —          | —          | 天津西 | 04:27  | 04:29  | 次日   | 740    |
| 284        | 当日       | 22:50      | 22:56      | 衡水   | —      | —      | —      | —      |
| —          | —          | —          | —          | 沧州   | 03:20  | 03:22  | 次日   | 624    |
| 346        | 当日       | 23:48      | 23:50      | 德州   | 02:15  | 02:17  | 次日   | 514    |
| 467        | 次日       | 01:03      | 01:09      | 济南东 | 00:53  | 01:02  | 次日   | 390    |
| 574        | 次日       | 02:05      | 02:09      | 淄博   | 23:36  | 23:38  | 当日   | 283    |
| 674        | 次日       | 03:10      | 03:14      | 潍坊   | 22:32  | 22:34  | 当日   | 183    |
| 759        | 次日       | 04:06      | 04:08      | 高密   | 21:43  | 21:45  | 当日   | 98     |
| 857        | 次日       | 05:28      | —          | 青岛   | —      | 20:36  | 当日   | 0      |